# وليام أميت
وليام ألبرت أميت (3 يونيو 1890 - 13 أبريل 1959) كان كاتب ومحامي أسترالي.